# کوتنا هرا
کوتنا هُرا (به چکی: Kutná Hora) شهری در منطقه بوهمیای مرکزی کشور جمهوری چک است که جمعیت آن در سال ۲۰۰۷ میلادی ۲۱٫۳۷۳ نفر بوده‌است.